# البطولات الأسترالية 1968 (كرة مضرب)
هنا قائمة بالبطولات الأسترالية لكرة المضرب, المعروفة الآن باسم أستراليا المفتوحة لسنة 1968:

## الكبار

### فردي رجال
بيلي باوري هزم  خوان جيسبيرت 7-5 2-6 9-7 6-4

### فردي سيدات
بيلي جين كينغ هزم  مارغريت كورت 6-1, 6-2